# Microsatelit
Microsateliții sau ADN microsateliții sunt secvențe repetitive foarte scurte de baze ale ADN, formate de obicei din 2-5 nucleotide, dispuse în tandem care formează blocuri dispersate uniform în genom, cu o mare variabilitate a numărului de copii prezente la un locus. Fiecare microsatelit constă într-o secvență scurtă de baze, de obicei cu o lungime de 2-6 bp, repetată de 5-30 de ori într-o matrice la un locus dat. Microsateliții sunt răspândiți în genomul eucariotelor și sunt utilizate ca markeri genetici pentru a urmări moștenirea în descendență, deoarece variază de la un individ la altul.